# Сошићи
Сошићи (итал. Sossi) је насељено место у Републици Хрватској у Истарској жупанији. Административно је у саставу општине Канфанар.

## Географија
Насеље се налази у централној Истри, 24 км од Пазина, а 7 км од средишта општине Канфанар. Становништво се бави пољопривредом и сточарством.

## Историја
До територијалне реорганизације У Хрватској налазило се у саставу старе општине Ровињ.

## Становништво
Према попису становништва из 2011. године у насељу Сошићи било је 61. лице, а живели су у 20 породичних домаћинстава.
Кретање броја становника по пописима 1857—2001.
| година пописа   | 1857. | 1869. | 1880. | 1890. | 1900. | 1910. | 1921. | 1931. | 1948. | 1953. | 1961. | 1971. | 1981. | 1991. | 2001. | 2011. |
| Број становника | 441   | 449   | 72    | 89    | 112   | 110   | 747   | 754   | 100   | 101   | 92    | 94    | 54    | 57    | 57    | 61    |

Напомена: У 1857. 1869. 1921. и 1931, садржи податке за насеља, Брајковићи, Бубани, Курили, Матоханци, Путини, Шорићи и Жунтићи.